# Nationalstraße 323 (China)
Die Nationalstraße 323 (chinesisch 323国道, Pinyin 323 Guódào, englisch China National Highway 323), chin. Abk. G323, ist eine 2.915 km lange Fernstraße im Süden Chinas, die in Ost-West-Richtung durch die Provinzen Jiangxi, Guangdong und Yunnan sowie im Autonomen Gebiet Guangxi verläuft. Sie beginnt in Ruijin und führt von dort über Ganzhou, Ruyuan, Hezhou, Yizhou, Tianyang, Yanshan, Shiping, Mojiang und Jinggu in die Nähe von Lincang, wo sie in die Nationalstraße G214 einmündet.